# Българо-сръбски войни (Средновековие)
Българо-сръбските войни са серия от конфликти между Първата и Втората българска държава и ранните средновековни сръбски държави, Рашка (също Велико княжество Сърбия), Дукля, Кралство Рашка (също Сръбско кралство) и др. в периода 9 – 14 век. Зоната на конфликта са Западните Балкани, по-точно западна Сърбия, Босна и Косово.

## Кампания на Пресиан 839-842
Първата война между българите и сърбите се провежда между 839 и 842 година. Според византийски източници и двете страни живеят мирно дотогава. Конфликтът е резултат от византийската политика на отклонение на българската експанзия в техните югозападни провинции. След като българите завземат западна Македония сръбските племена се чувстват заплашени от вече голямата Първа българска държава. Техния княз Властимир успява да обедини няколко сръбски племена, а византийският император Теофил, който официално е сюзерен на сръбските племена подкрепя Властимир в опитите му за обединение на сърбите и евентуално гарантиране на тяхната независимост, по този начин създавайки опасност за българите.
Българският хан Пресиан решава да прекрати растящото византийско влияние върху сърбите и ги атакува през 839 година. Войната трае три години, а Пресиан не успява да постигне победа, но същото важи и за сърбите. След края на войната през 842 г. границата се установява по устието на р. Дрин. След войната с България, Сърбия започва кампании на запад за покоряването на хърватите, но без успех. От друга страна византийците постигат целта си, а именно българското внимание е отклонение и те успяват да се справят със славянските бунтове в Пелопонес. Войната свършва със смъртта на Теофил през 842 година, която от една страна освобождава Властимир от задълженията му към императора, а от друга дава възможност на българите да атакуват Византийската империя и да присъединят района около Охрид, Битоля и Девол през 842 – 843.

## Кампания на Борис I
След смъртта на Властимир около 850 г. неговата държава е разделена между синовете му Мутимир, Строимир и Гойник. B 854 г. (според Васил Златарски, а според други източници 863 или 870) новия български хан Борис I атакува сърбите. Той иска да използва сръбската слабост и да наложи българско влияние вместо византийското. Обаче, както предава в „За управлението на империята“ Константин Порфирогенет, Владимир Расате и дванадесет велики боили. са пленени, което налага лично владетеля Борис I да се намеси. Сключен е договор със сърбите за „вечен мир“, като сръбските велможи правят̀ дарове и изпращат владетеля с придружаващите го от Достиника до българската гранична крепост Рас . Интересно е, че получените дарове са възприемани в България като данък („пактон“) и признаване на политическата зависимост на сръбските князе от Борис, а от своя страна източникът за събитията Константин Багрянородни първо твърди, че сърбите са победили, но след това пише, че сръбските принцове са отведени в българския двор . Това изяснява какво в действителност е станало, явно сърбите печелят първата битка срещу отряда на престолонаследника, но изправени пред цялата българска армия водена от Борис слагат оръжие при определени условия. В резултат на кампанията няма териториални промени, но Борис успява да наложи съюз на сърбите с България , така българите постигат част от целите си – сърбите отхвърлят съюза с Византия и доминацията на българското влияние е утвърдена. Борис и Мутимир установяват приятелски отношения и по-късно е подкрепен от българите в борбата си срещу братята си и след като Мутимир ги пленява, той ги връща в България. 

## Кампании на Симеон I
През 917 година Византия успява да подкупи сръбският принц Петър Гойникович, който е съюзник на Симеон I. След като византийската армия е унищожена в Битката при Анхиало на 20 август същата година на Симеон му се налага да отложи настъплението към Константинопол, за да обезопаси западните си граници. През есента на 917 година той изпраща армия под командването на Теодор Сигрица и Мармаис, за да нападнат Сърбия и да накажат Гойникович за предателството му. Те убеждават Петър Гойникович да се срещне с тях, но когато той идва е пленен и отведен в Преслав, където умира в затвора. На престола на сърбите, българите поставят братовчеда на Петър Павел Бранович, който е под закрилата на Симеон.
През 921 година, когато българите владеят почти всички византийски територии на Балканите, византийците отново се опитват да обърнат сърбите против България. Роман Лакапин изпраща Захарий Първославлиевич срещу Павел, който е лоялен на Симеон, но той е победен и изпратен в България. Все пак византийците успяват да подкупят Павле Бранович и докато българите обсаждат Адрианопол, сърбите започват военни действия против България, но Симеон лесно ги побеждава, като изпраща Захарий с армия в Сърбия. Павле е победен, а трона му е взет от Захарий.
Византийските историци пишат, че Захарий „след като си припомня благоволението на византийския император, незабавно започва въстание срещу българите, защото не иска да им бъде подчинен, а предпочита да бъде такъв на византийския император.“ Ядосан от предателството му Симеон изпраща армия водена от Теодор Сигрица и Мармаис, за да разбие сърбите, но армията на българите е победена, а отрязаните глави на командирите и изпратени в Константинопол. Симеон, преструвайки се, че е готов да сключи мир с Византийската империя събира армия, начело на която застават Книн, Имник и Ицвоклиус, заедно с новия претендент за сръбския престол Чеслав Клонимирович. Когато новините за тези приготоволения достигат до Захарий, той незабавно заминава за Хърватското кралство. Армията завладява този път цяла Сърбия. Сръбските благородници са убедени да се срещнат с Чеслав, където са пленени и отведени в Преслав. Българската армия опустошава Сърбия и изселва население в България, но някои успяват да избягат в Хърватия и Византия. Сърбия е включена в границите на Българското царство, за период от три години докато Чеслав Клонимирович не решава да възстанови сръбската държава.

## Кампании на Самуил
След загубата при Сперхей през 996 година срещу византийците, българският цар Самуил обръща вниманието си към сръбските и хърватски княжества на северозапад, където византийското влияние е силно.
През 988 година той напада сръбското княжество Дукла, което е управлявано от принц Иван Владимир. Сърбите не успяват да устоят на българската армия и Йован Владимир напуска с хората си в посока на планината Облица. Когато Самуил пристига оставя част от армията си да прегражда сърбите, а с останалата част от армията си обсажда бреговата крепост Улцин. За да се избегнат по-нататъшни кръвопролития българите предлагат на Йован Владимир да се предаде и отначало той отказва, но после става ясно, че неговите благородници са готови да го предада и съответно той се предава. Йован Владимир е изпратен на заточение в двореца на Самуил в Преспа. После българите завладяват Котор и се насочват към Дубровник и Далмация.
Докато Йован Владимир е в български плен, една от дъщерите на Самуил Теодора Косара се влюбва в младия сръбски принци и Самуил одобрява тяхната сватба. На Йован Владимир му е позволено да се завърне в земите си като български служител, наглеждан от доверения човек на българския цар Драгомир. Все пак през 1016 година той е убит от новия български цар Иван Владислав, който подозира, че Владимир би бил потенциален кандидат за трона.

## Конфликти през 13 век
Първите сблъсъци между Второто Българско царство и сърбите, които действат като унгарски васали се появяват през 1202 година. Кралят на Унгария Имре взема предимство в кампаниите на българския цар Калоян и завзема тогава българските градове Белград, Браничево и Ниш. Последният град е даден на сръбския жупан Вълкан като на васал. На следващата година българската армия изтласква сърбите от Ниш и побеждава унгарците в битката при Морава.
През 1289 година унгарците искат от васала си Стефан Драгутин да нападне българските аристократи Дарман и Куделин, управляващи областта Браничево. През 1290 година Драгутин напада областта, но е победен от Дарман и Куделин, които на свой ред атакуват земите му. Драгутин моли брат си Стефан Милутин, краля на Сърбия да му помогне. На следващата година те побеждават българите, които отстъпват към Видин. Деспотът на Видин също се бори против сърбите, но войната е неуспешна, а Видин е обсаден. Оттук нататък България губи Белград и Браничево завинаги.

## Битка от 1330
След 1291 година и двете държави остават в приятелски отношения. През 1296 година българският цар Смилец омъжва дъщеря си Теодора за бъдещия сръбски крал Стефан Дечански. Сестрата на Дечански Анна-Неда е омъжена за българския цар Михаил III Шишман. Все пак разширяването на сръбското кралство в края на 13 и началото на 14 век довежда до сериозни притеснение в царските дворове в Търново и Константинопол.
На 13 май 1327 Михаил Шишман и Андроник III Палеолог подписват договор против Сърбия и се съгласяват да започнат заедно кампания срещу тях. Кампанията започва през юли 1330 година, когато Византия напада Сърбия от юг, но след като завладяват няколко крепости, войските са спрени по заповед на Андроник III. Междувременно българската армия, която наброява около 15 000 души атакува от изток. На 24 юли армиите на България и Сърбия (която наброява приблизително 18 000 души) се срещат близо до град Велбъжд (Кюстендил). Въпреки еднодневното примирие, сключено от двамата владетели, сърбите нарушават уговорката и атакуват българите, които са се разпръснали, за да събират провизии. Изненади и превъзхождани числено, българите се опитват да организират съпротива, но са победени, а ранения Михаил Шишман е пленен от победителите и умира четири дни по-късно.

Битката при Велбъжд (1330 г.) отваря за първи път период от 20 години, в който Сърбия е доминираща сила на Балканите. Техния нов крал Стефан Душан, който убива баща си през 1331 година, завладява Македония, Епирското деспотство и Тесалия, а през 1346 година е коронован за император с помощта на българите. След смъртта му през 1355 година държавата му е разделена на няколко независими държавни. През 15 век и двете държави са окончателно унищожени и поробени от османските турци.